# Obrajiivka, Șostka
Obrajiivka (în ucraineană Ображіївка) este localitatea de reședință a comunei Obrajiivka din raionul Șostka, regiunea Sumî, Ucraina.

## Demografie
Componența lingvistică a localității Obrajiivka
     Ucraineană (96,9%)
     Rusă (2,96%)
     Alte limbi (0,07%)
Conform recensământului din 2001, majoritatea populației localității Obrajiivka era vorbitoare de ucraineană (96,9%), existând în minoritate și vorbitori de rusă (2,96%).